# Sackheimer Tor
Das Sackheimer Tor (russisch Закхаймские ворота, Sakchaimskije worota)

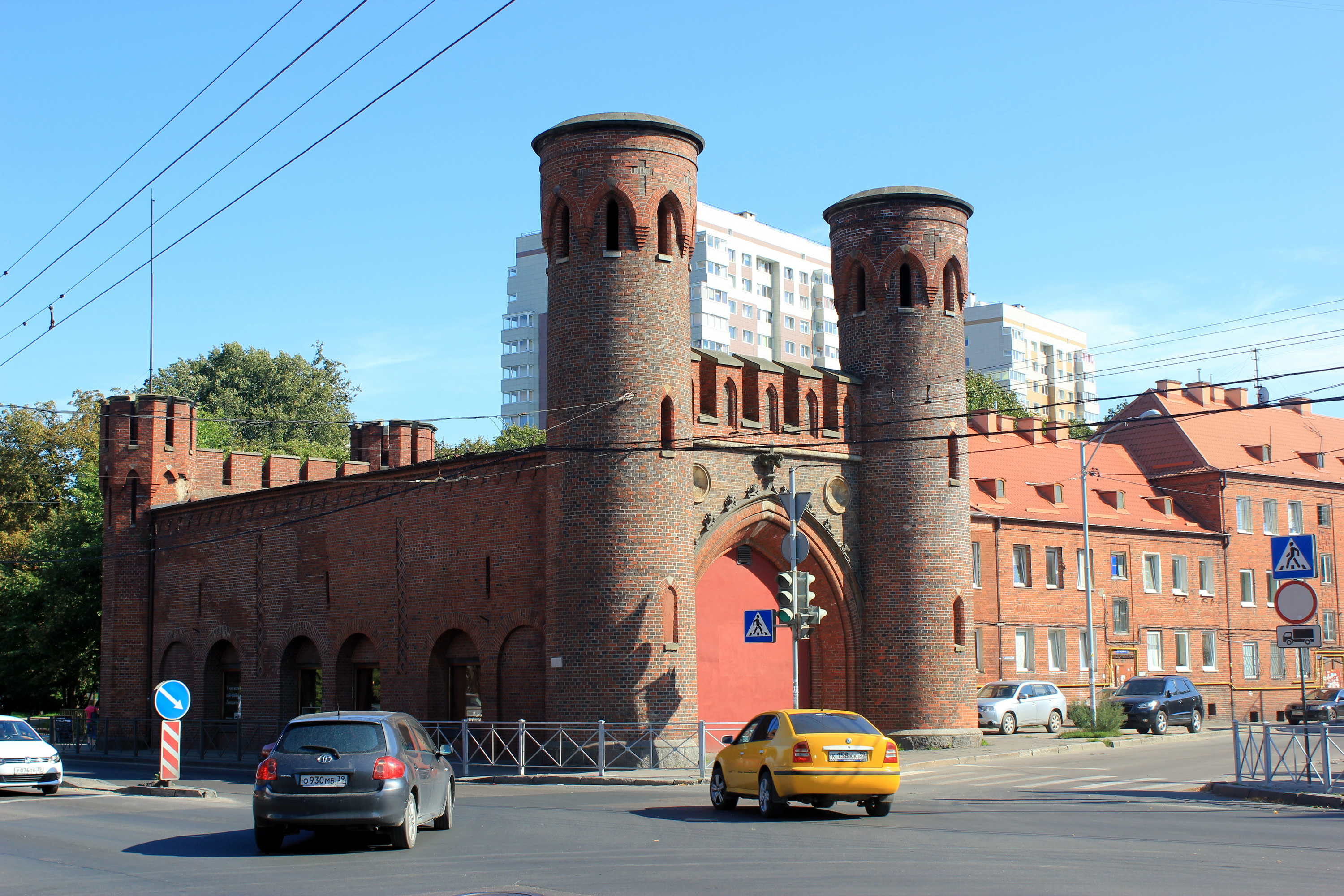
Das Sackheimer Tor (2016)

in der russischen Stadt Kaliningrad ist ein Stadttor des ehemaligen inneren Königsberger Befestigungsringes. Es befindet sich an der Straßenkreuzung des Moskowski propekt mit der uliza Litowski wal. Benannt ist es nach dem Königsberger Stadtteil Sackheim. Vorgesehen ist eine Nutzung des Tores als Museum für Messinstrumente.

## Geschichte

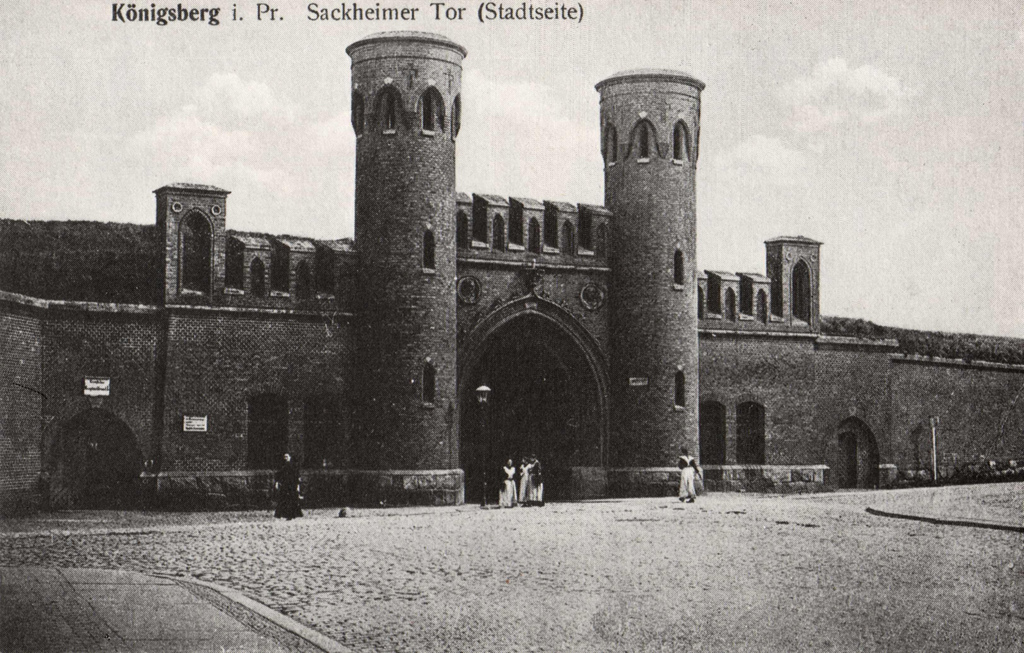
Stadtseite des Sackheimer Tors (1902)

Das Tor an der Sackheimerschen Straße gab seiner Besatzung einstmals die Möglichkeit, die Ausfallstraße nach Insterburg zu überwachen. Erwähnt wurde es bereits 1785 zusammen mit den vor dem Tor liegenden zwei Kupferhämmern und dem „Sackheimschen Pesthaus“. 1812 ritt Ludwig Yorck von Wartenburg nach der Unterzeichnung der Konvention von Tauroggen durch das Sackheimer Tor in Königsberg ein, um die ostpreußischen Stände zur Erhebung gegen die Franzosenherrschaft aufzufordern. 1820 werden noch das Schießhaus, einige Mühlen, „Güter und Krüge“ (Gastwirtschaften) im Nahbereich des Tores aufgezählt. Beim Sackheimer Tor lag das Kgl. Waisenhaus.
Das heutige Tor wurde Mitte des 19. Jahrhunderts gebaut und war von allen Stadttoren der Fortifikationsanlagen in Königsberg wohl das schlichteste. Die Durchfahrt lag in der Tormitte, wobei zu beiden Seiten jeweils ein Rundturm Deckung gab. Oberhalb zu beiden Seiten waren Reliefmedaillons von Ludwig Yorck von Wartenburg und Friedrich Wilhelm Bülow von Dennewitz angebracht. Die Grafen waren Kommandierende Generale des I. Armee-Korps (Preußen). Die Türme waren auf der Feldseite mit Schießscharten, auf der Stadtseite mit Fenstern versehen.
Die Kasematten, in denen früher die Torwache untergebracht waren, wurden nach der Schleifung des inneren Verteidigungsrings durch die Oberbürgermeister Siegfried Körte und Hans Lohmeyer Anfang des 20. Jahrhunderts abgetragen. Auf der Feldseite lag ein Wassergraben mit Zugbrücke. Bis 2006 wurde das Tor als Lager genutzt. Die Reliefmedaillons und der an der Feldseite angebrachte Preußische Adler sind verlorengegangen.

## Architektur

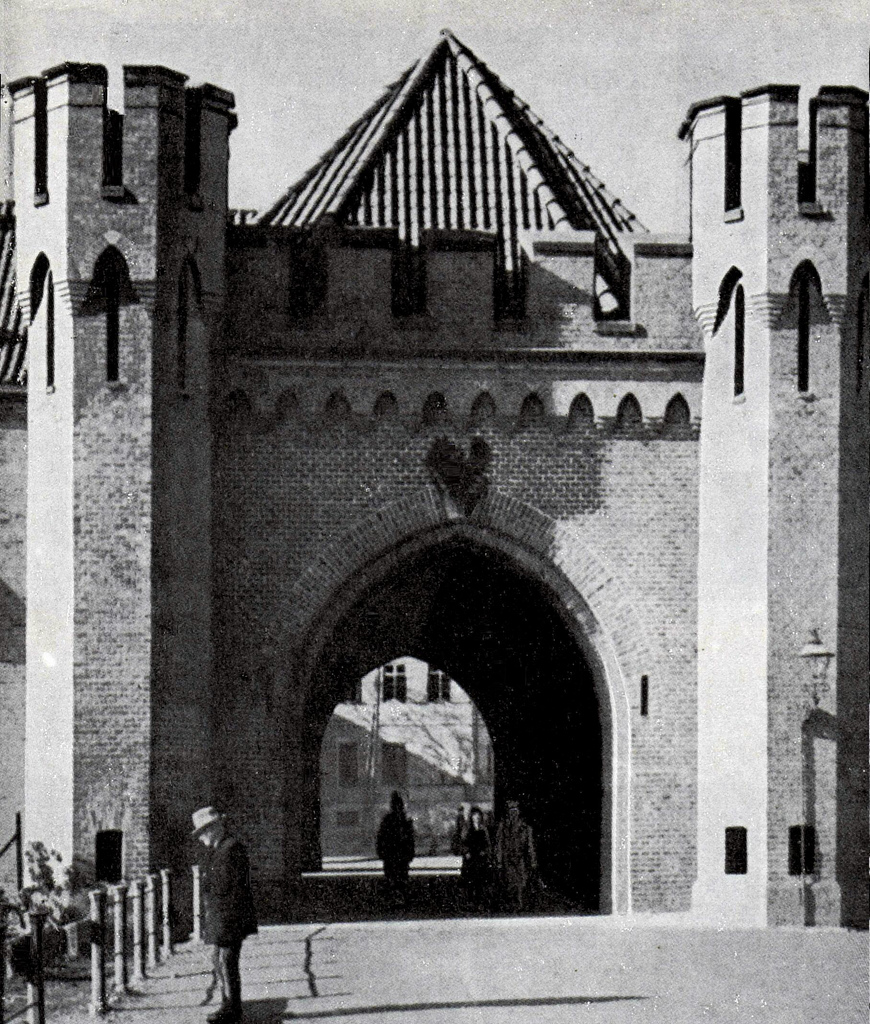
Feldseite des Sackheimer Tors (1923)

Das neugotische Tor ist mit Ornamenten und Blumen aus Sandstein geschmückt.